# (290) Бруна
(290) Бруна (лат. Bruna) — астероид главного пояса, который был открыт 20 марта 1890 года австрийским астрономом Иоганном Пализой в венской обсерватории и назван в честь латинского названия чешского города Брно.

Орбита астероида Бруна и его положение в Солнечной системе
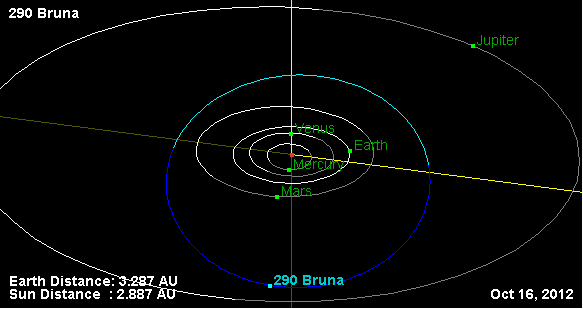
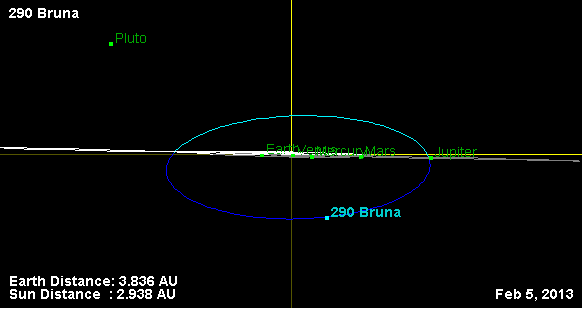